# Dima Bilan
Dima Bilan (ryska: Ди́ма Била́н; född Ви́ктор Никола́евич Бела́н, Viktor Nikolajevitj Belan), född 24 december 1981 i Ust-Dzjeguta i Karatjajen-Tjerkessien i Ryssland, är en rysk sångare, låtskrivare och skådespelare som vann Eurovision Song Contest 2008 och kom tvåa 2006.

## Uppväxt
Dima Bilan föddes den 24 december 1981 i Ust-Dzjeguta i Karatjajen-Tjerkessien i ryska delen av Kaukasien.

## Karriär
Under en uppvisning i skolan upptäckte en lärare från en musikhögskola Dima. Upprymd över hans framträdande till sången Vo pole bereza stoyala föreslog läraren att Dima skulle börja studera musik, vilket ledde till att Dima blev solist i skolans barnkör.
Dimas karriär tog fart på allvar när han kom fyra i den rysk-lettiska festivalen New Wave 2002. Året efter släpptes hans debutalbum Nochnoy Huligan (eng:Night Hooligan). Förutom första singeln, med samma namn, innehöll albumet bland annat den gamla Elvislåten Fever.
Redan året därpå släppte Dima sitt andra album. Singeln Na beregu neba (eng: Between the skies and the heaven ) och albumet med samma namn toppade hitlistorna i Ryssland. På plattan arbetade han med många utländska producenter, däribland Shaun Escoffery och Diane Warren vilka arbetat med artister som Mary J. Blige, Whitney Houston och Ricky Martin. Dima själv var med och skrev två av albumets sånger: Voda, pesok (eng: Water, Sand) och Kak Romeo (eng: As Romeo).
Den 21 september 2005 vann Dima två priser på MTV Russian Music Awards. Han vann för både "Best Performer" och "Best Actor". Samma år vann han vid MTV Europe Music Awards i Lissabon ytterligare ett pris för "Best Russian Act". På MTV Europe Music Awards i Köpenhamn 2006 fick han ännu en gång utmärkelsen "Best Russian act". 2011 utsågs han till "Best Performer" på MTV Russian Music Awards.
I maj 2011 släpptes hans fjärde album "Dreamer".

## Eurovision Song Contest
Bilan kom tvåa i den ryska uttagningen till Eurovision Song Contest 2005 med rockballaden Ty doljna ryadom byt (eng:You Should Be Close to Me). Han spelade in låten på engelska med titeln Not that simple.
Bilan valdes som represententant för Ryssland i Eurovision Song Contest 2006 i Aten. Av de 37 deltagande länderna kom Dima tvåa med popsången Never Let You Go. Bidraget fick 248 poäng, 44 poäng efter vinnarna Lordi från Finland, och fick poäng från alla länder utom Monaco och Schweiz. Före tävlingen hade den ryska webbsidan RIN.ru lovat att namnge en av gatorna i Bilans hemstad efter honom om han vann.
Den 9 mars 2008 vann Bilan den ryska uttagningen till tävlingen i Belgrad med bidraget Believe, producerad av Jim Beanz. Bidraget kvalificerade sig från semifinalen 20 maj och i finalen 24 maj vann Bilan och blev därmed den första ryssen att vinna tävlingen. Med honom på scenen under framförandet var violinisten Edvin Marton och konståkaren Jevgenij Plusjenko.
År 2012 framträdde han tillsammans med medlemmen från Tatu, Julia Volkova, i Rysslands uttagning till Eurovision 2012 med låten "Back To Her Future". De slutade på andra plats med 29,25 poäng, efter det vinnande bidraget "Party for Everybody" av den ryska etnopopgruppen Buranovskije Babusjki som låg 38,51 poäng före dem.

## Diskografi
- 2003 Nochnoy Huligan (Я ночной хулиган - I'm a Nighttime Hooligan)
- 2004 Na beregu neba (На берегу неба - On the shore of the sky)
- 2006 Vremya-Reka (Время-река - Time is the River)
- 2008 Protiv Pravil (Против правил - Against the Rules)
- 2011 Mechtate (Mechtate - Dreamer)